# Rinyakovácsi
Rinyakovácsi es un pueblo ubicado en el distrito de Kaposvár, en el condado de Somogy, Hungría.

## Superficie
Posee una superficie de 11,09 kilómetros cuadrados.

## Demografía
Hasta 2019 la población era de 170 habitantes, con una densidad de población de 15,33 habitantes por kilómetro cuadrado.